# Relations entre le Japon et le Kosovo
Les Relations entre le Japon et le Kosovo sont les relations internationales entre le Japon et le Kosovo. Celui-ci a déclaré que son indépendance vis-à-vis de la Serbie le 17 février 2008 et le Japon l'a reconnu le 18 mars 2008. En juin 2009, le Japon a affecté un ambassadeur résident au Kosovo. Selon le Ministère japonais des Affaires étrangères, le Japon et le Kosovo ont établi des relations diplomatiques le 25 février 2009.

## Visites
Le ministre des affaires étrangères du Japon Yōhei Kōno fut le premier fonctionnaire japonais à visiter le Kosovo, ladite visite ayant lieu en 1999. En 2004, le premier ministre kosovar Bajram Rexhepi a effectué une visite au Japon.